# Kashima Antlers
Pour les articles homonymes, voir Antlers (homonymie).
Maillots
Actualités
Le Kashima Antlers  (鹿島アントラーズ) est un club japonais de football. L'équipe joue dans la ville de Kashima.

## Historique
Le club est fondé en 1947 et porte alors le nom de Sumitomo Metal Industry.
D'abord basé à Osaka, il déménage à Kashima en 1975.
Il change de nom pour devenir le Kashima Antlers en 1992 avec la création de la J.League.
En 2000, il devient le premier club japonais à réaliser le triplé : Championnat, Coupe, Coupe de la Ligue.
En 2016, le Kashima Antlers est le premier club asiatique de l'histoire à atteindre la finale de la Coupe du monde des clubs de la FIFA après avoir éliminé les Colombiens de l'Atlético Nacional (3-0). Le club est finalement battu en finale contre le Real Madrid (4-2 score final).
Kashima Antlers remporte la Ligue des champions de l'AFC en 2018 pour la première fois de son histoire, s'imposant face au Persépolis FC lors de la double confrontation qui a lieu en novembre 2018 (2-0 match aller, 0-0 match retour).

## Palmarès
| Compétitions nationales | Compétitions internationales |
| - Championnat du Japon (8) (record) - Champion : 1996, 1998, 2000, 2001, 2007, 2008, 2009 et 2016 - Vice-champion : 1993, 1997 et 2017 - Coupe du Japon (5) - Vainqueur : 1997, 2000, 2007, 2010 et 2016 - Finaliste : 1993, 2002 et 2019 - Coupe de la Ligue (6) (record) - Vainqueur : 1997, 2000, 2002, 2011, 2012 et 2015 - Finaliste : 1999, 2003 et 2006 - Supercoupe du Japon (6) (record) - Vainqueur : 1997, 1998, 1999, 2009, 2010 et 2016 - Finaliste : 2001, 2002, 2008 et 2011 | - Ligue des champions (1) - Vainqueur : 2018 - Coupe du monde des clubs (0) - Finaliste : 2016 - Coupe Levain (2) - Vainqueur : 2012 et 2013 - Finaliste : 2016 |

## Joueurs et personnalités du club

### Entraîneurs
Le tableau suivant présente la liste des entraîneurs du club depuis 1947.
| Rang | Nom                   | Période   |
| ---- | --------------------- | --------- |
| 1    | Koichi Oita           | 1947-1956 |
| 2    | Taro Matsuda          | 1957-1960 |
| 3    | Tadao Minagi          | 1961-1964 |
| 4    | Toshiro Kimura        | 1965-1973 |
| 5    | Eiji Yamamoto         | 1974-1978 |
| 6    | Junkichi Nakamura     | 1979-1984 |
| 7    | Atsushi Nomiyama (ja) | 1985-1989 |

| Rang | Nom                        | Période   |
| ---- | -------------------------- | --------- |
| 8    | Mitsuru Suzuki (ja)        | 1989-1992 |
| 9    | Masakatsu Miyamoto         | 1992-1994 |
| 10   | Edu                        | 1994-1995 |
| 11   | João Carlos (en)           | 1996-1998 |
| 12   | Takashi Sekizuka (intérim) | 1998      |
| 13   | Zé Mário                   | 1998-1999 |
| 14   | Zico                       | 1999      |

| Rang | Nom                        | Période             |
| ---- | -------------------------- | ------------------- |
| 15   | Takashi Sekizuka (intérim) | 1999                |
| 16   | Toninho Cerezo             | 2000-2005           |
| 17   | Paulo Autuori              | 2006                |
| 18   | Oswaldo de Oliveira        | 2007-2011           |
| 19   | Jorginho                   | 2012                |
| 20   | Toninho Cerezo             | 2013-2015           |
| 21   | Masatada Ishii             | juil. 2015-mai 2017 |

| Rang | Nom           | Période            |
| ---- | ------------- | ------------------ |
| 22   | Go Oiwa       | juin 2017-2020     |
| 23   | Zago          | 2020-avril 2021    |
| 24   | Naoki Sōma    | avril 2021-2022    |
| 25   | René Weiler   | 2022               |
| 26   | Daiki Iwamasa | 2022-2024          |
| 27   | Ranko Popović | fév.2024-oct. 2024 |
| 28   | Masaki Chugo  | oct. 2024-         |

### Joueurs emblématiques
- Yutaka Akita
- Koji Nakata
- Akira Narahashi
- Mitsuo Ogasawara
- Hitoshi Sogahata
- Naoki Sōma
- Takayuki Suzuki
- Atsuto Uchida
- Atsushi Yanagisawa
- Gen Shōji
- Lee Jung-soo
- Bebeto
- Leonardo
- Marquinhos
- Carlos Mozer
- Zico

## Bilan saison par saison
Ce tableau présente les résultats par saison de Kashima Antlers dans les diverses compétitions nationales et internationales depuis la saison 1993.
| Saison | Championnat | Championnat | Championnat | Championnat | Championnat | Championnat | Championnat | Championnat | Championnat | Championnat | Coupe du Japon      | Coupe de la Ligue | Supercoupe | Coupes d'Asie          | Coupe du monde des clubs |
| Saison | Division    | Pos         | Pts         | J           | V           | N           | D           | BP          | BC          | Diff.       | Coupe du Japon      | Coupe de la Ligue | Supercoupe | Coupes d'Asie          | Coupe du monde des clubs |
| ------ | ----------- | ----------- | ----------- | ----------- | ----------- | ----------- | ----------- | ----------- | ----------- | ----------- | ------------------- | ----------------- | ---------- | ---------------------- | ------------------------ |
| 1993   | J1 League   | 2e          | 23          | 36          | 23          | -           | 13          | 72          | 43          | +29         | Finaliste           | Phase de groupes  | -          | -                      | -                        |
| 1994   | J1 League   | 3e          | 27          | 44          | 27          | -           | 17          | 89          | 68          | +21         | 1er tour            | 1er tour          | -          | -                      | -                        |
| 1995   | J1 League   | 7e          | 85          | 52          | 28          | -           | 24          | 82          | 79          | +3          | Demi-finales        | -                 | -          | -                      | -                        |
| 1996   | J1 League   | 1er         | 66          | 30          | 21          | -           | 9           | 61          | 34          | +27         | Quarts de finale    | Phase de groupes  | -          | -                      | -                        |
| 1997   | J1 League   | 2e          | 68          | 32          | 24          | -           | 8           | 78          | 38          | +40         | Vainqueur           | Vainqueur         | Vainqueur  | -                      | -                        |
| 1998   | J1 League   | 2e          | 74          | 34          | 26          | -           | 8           | 79          | 43          | +36         | Demi-finales        | Demi-finales      | Vainqueur  | -                      | -                        |
| 1999   | J1 League   | 9e          | 40          | 30          | 14          | 1           | 15          | 53          | 37          | +16         | 3e tour             | Finaliste         | Vainqueur  | -                      | -                        |
| 2000   | J1 League   | 3e          | 55          | 30          | 18          | 4           | 8           | 48          | 27          | +21         | Vainqueur           | Vainqueur         | -          | -                      | -                        |
| 2001   | J1 League   | 2e          | 54          | 30          | 19          | 1           | 10          | 57          | 42          | +15         | Quarts de finale    | Demi-finales      | Finaliste  | -                      | -                        |
| 2002   | J1 League   | 4e          | 53          | 30          | 18          | 0           | 12          | 46          | 39          | +7          | Finaliste           | Vainqueur         | Finaliste  | -                      | -                        |
| 2003   | J1 League   | 5e          | 48          | 30          | 13          | 9           | 8           | 44          | 40          | +4          | Demi-finales        | Finaliste         | -          | Phase de groupes       | -                        |
| 2004   | J1 League   | 6e          | 48          | 30          | 14          | 6           | 10          | 41          | 31          | +10         | Quarts de finale    | Quarts de finale  | -          | -                      | -                        |
| 2005   | J1 League   | 3e          | 59          | 34          | 16          | 11          | 7           | 61          | 39          | +22         | Quarts de finale    | Phase de groupes  | -          | -                      | -                        |
| 2006   | J1 League   | 6e          | 58          | 34          | 18          | 4           | 12          | 62          | 53          | +9          | Demi-finales        | Finaliste         | -          | -                      | -                        |
| 2007   | J1 League   | 1er         | 72          | 34          | 22          | 6           | 6           | 60          | 36          | +24         | Vainqueur           | Demi-finales      | -          | -                      | -                        |
| 2008   | J1 League   | 1er         | 63          | 34          | 18          | 9           | 7           | 56          | 30          | +26         | 5e tour             | Quarts de finale  | Finaliste  | Quarts de finale       | -                        |
| 2009   | J1 League   | 1er         | 66          | 34          | 20          | 6           | 8           | 51          | 30          | +21         | Quarts de finale    | Quarts de finale  | Vainqueur  | Huitièmes de finale    | -                        |
| 2010   | J1 League   | 4e          | 60          | 34          | 16          | 12          | 6           | 51          | 31          | +20         | Vainqueur           | Quarts de finale  | Vainqueur  | Huitièmes de finale    | -                        |
| 2011   | J1 League   | 6e          | 50          | 34          | 13          | 11          | 10          | 53          | 40          | +13         | 4e tour             | Vainqueur         | Finaliste  | Huitièmes de finale    | -                        |
| 2012   | J1 League   | 11e         | 46          | 34          | 12          | 10          | 12          | 50          | 43          | +7          | Demi-finales        | Vainqueur         | -          | -                      | -                        |
| 2013   | J1 League   | 5e          | 59          | 34          | 18          | 5           | 11          | 60          | 52          | +8          | Huitièmes de finale | Quarts de finale  | -          | -                      | -                        |
| 2014   | J1 League   | 3e          | 60          | 34          | 18          | 6           | 10          | 64          | 39          | +25         | 2e tour             | Phase de groupes  | -          | -                      | -                        |
| 2015   | J1 League   | 5e          | 59          | 34          | 18          | 5           | 11          | 57          | 41          | +16         | 3e tour             | Vainqueur         | -          | Phase de groupes       | -                        |
| 2016   | J1 League   | 3e          | 59          | 34          | 18          | 5           | 11          | 53          | 34          | +19         | Vainqueur           | Phase de groupes  | -          | -                      | -                        |
| 2017   | J1 League   | 2e          | 72          | 34          | 23          | 3           | 8           | 53          | 31          | +22         | Quarts de finale    | Quarts de finale  | Vainqueur  | Huitièmes de finale    | Finaliste                |
| 2018   | J1 League   | 3e          | 56          | 34          | 16          | 8           | 10          | 50          | 39          | +11         | Demi-finales        | Demi-finales      | -          | Vainqueur              | -                        |
| 2019   | J1 League   | 3e          | 63          | 34          | 18          | 9           | 7           | 54          | 30          | +24         | Finaliste           | Demi-finales      | -          | Quarts de finale       | Demi-finales 3e          |
| 2020   | J1 League   | 5e          | 59          | 34          | 18          | 5           | 11          | 55          | 44          | +11         | -                   | Phase de groupes  | -          | Tour de qualifications | -                        |
| 2021   | J1 League   | 4e          | 69          | 38          | 21          | 6           | 11          | 62          | 36          | +26         | Quarts de finale    | Quarts de finale  | -          | -                      | -                        |
| 2022   | J1 League   | 4e          | 52          | 34          | 13          | 13          | 8           | 47          | 42          | +5          | Demi-finales        | Tour préliminaire | -          | -                      | -                        |
| 2023   | J1 League   | 5e          | 52          | 34          | 14          | 10          | 10          | 43          | 34          | +9          | 3e tour             | Quarts de finale  | -          | -                      | -                        |
| 2024   | J1 League   | 5e          | 65          | 38          | 18          | 11          | 9           | 60          | 41          | +19         | Quarts de finale    | 1er tour          | -          | -                      | -                        |
| Saison | Division    | Pos         | Pts         | J           | V           | N           | D           | BP          | BC          | Diff.       | Coupe du Japon      | Coupe de la Ligue | Supercoupe | Coupes d'Asie          | Coupe du monde des clubs |
| Saison | Championnat |             |             |             |             |             |             |             |             |             | Coupe du Japon      | Coupe de la Ligue | Supercoupe | Coupes d'Asie          | Coupe du monde des clubs |